# Sint-Nicolaaskerk (Hamburg-Moorfleet)
De Sint-Nicolaaskerk is een luthers kerkgebouw in het voormalige dorp en tegenwoordige stadsdeel Moorfleet in Hamburg.

## Geschiedenis
Ernstige schade aan de voorgangerkerk als gevolg van een zware storm in het jaar 1648 leidde tot de nieuwbouw van de huidige kerk. Om de oude kerk heen werd in 1680 onder leiding van Lorenz Dohmsen een nieuw kerkschip gebouwd. Vervolgens werd het oude kerkschip afgebroken. In 1705 volgde de inbouw van galerijen in de kerk.
De eerste grote herstelwerkzaamheden aan de kerk werden noodzakelijk na de grote dijkdoorbraak in 1771. In 1843 volgde een grondige restauratie.
De meest opvallende verandering aan de kerk betrof de vervanging van de houten kerktoren in 1885, waarvan de spits amper boven het kerkschip uitstak, door een 50 meter hoge neogotische kerktoren met een met koper bedekte spits.

## Interieur

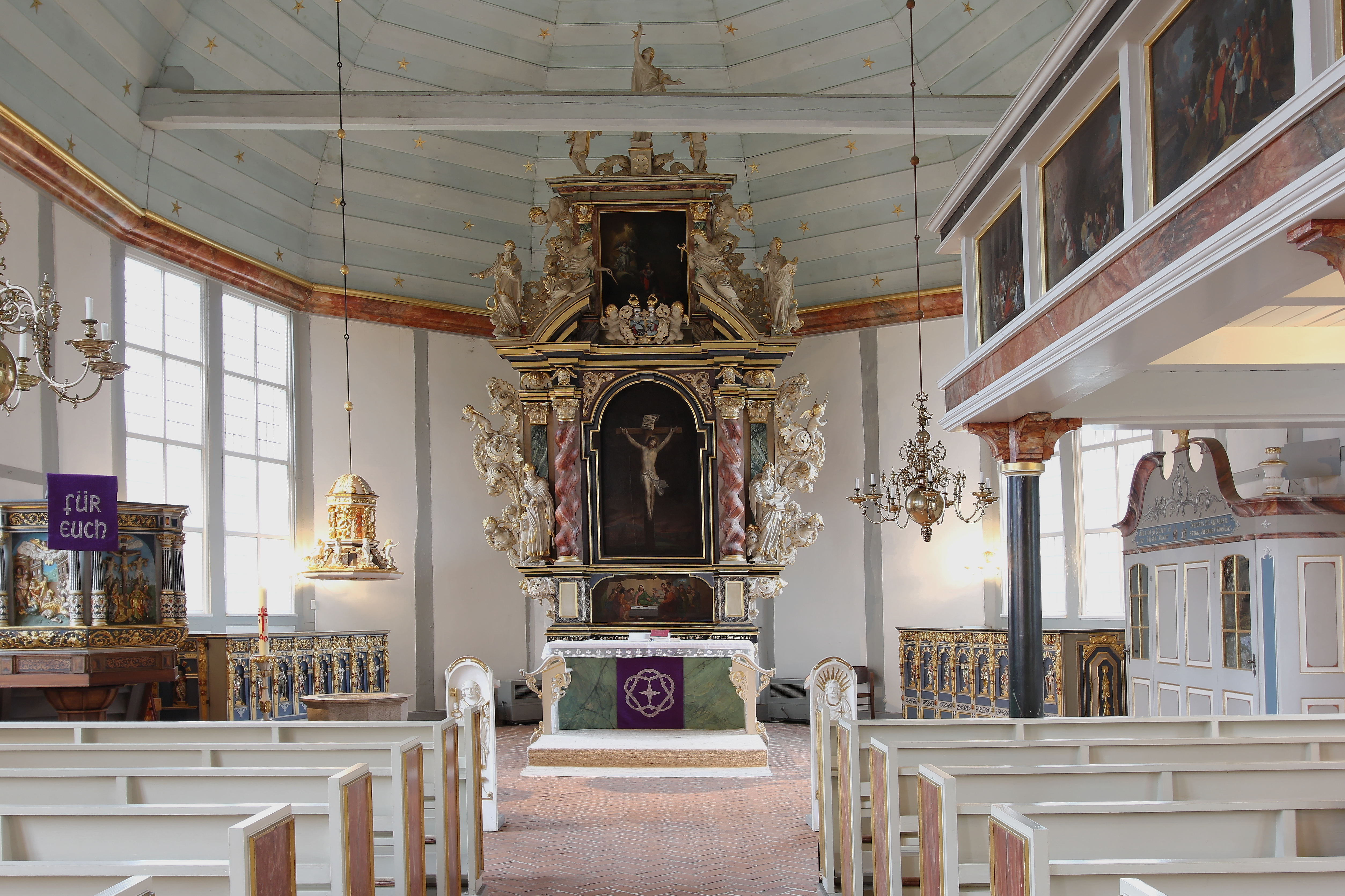
overzicht interieur

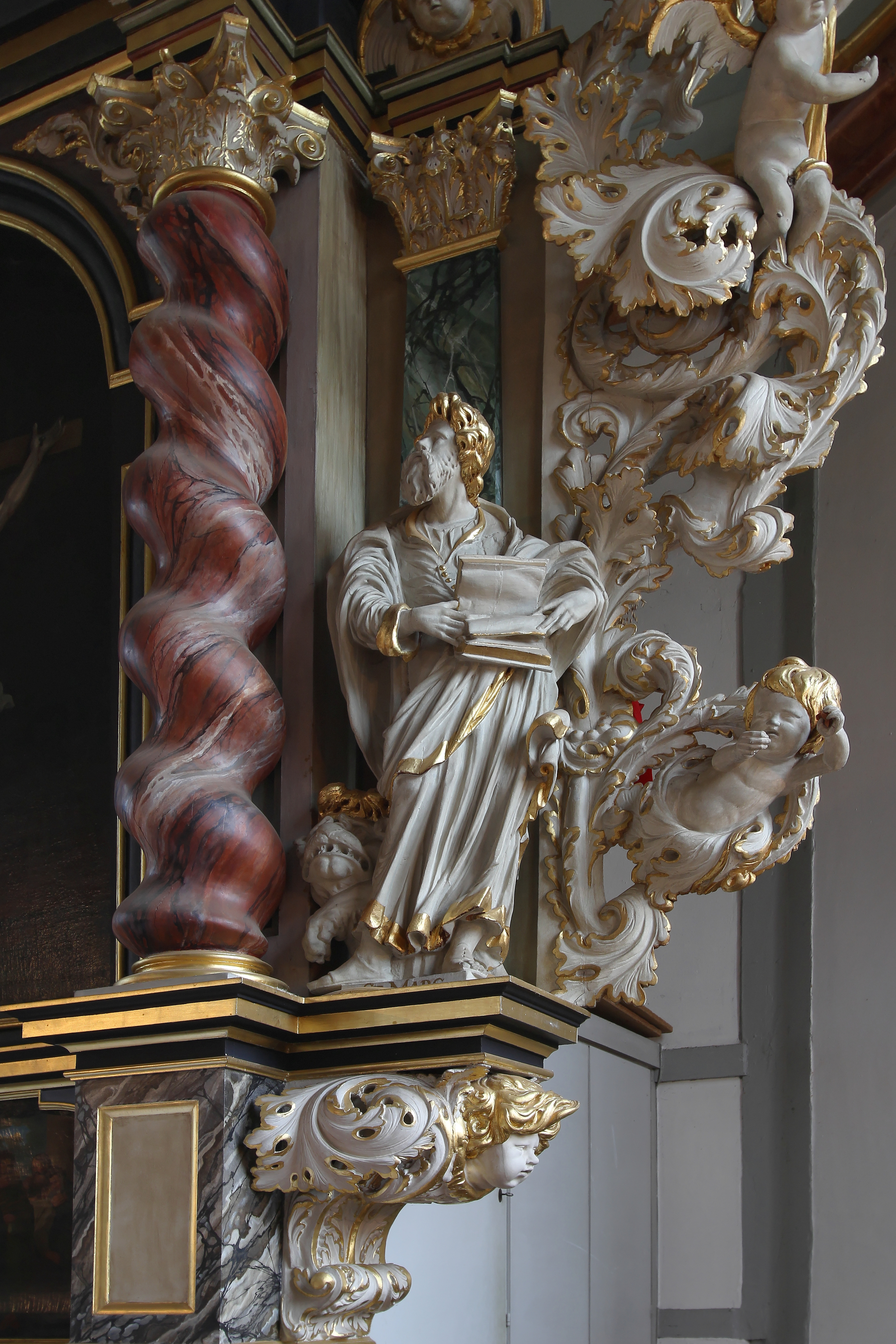
Detail altaar met beeld van de evangelist Marcus

De lokaal bekende kunstenaars uit de renaissance en barok, Hein Baxmann en Valentin Preuß, zijn met vier grotere kunstwerken in de kerk vertegenwoordigd.

#### Kansel en kerkmeesterbanken
De rijk versierde kansel is een kunstwerk van Hein Baxmann uit het jaar 1622. De kansel wisselde twee maal van plaats en werd daarbij steeds omgebouwd. Oorspronkelijk bevond de kansel zich vrijstaand aan de zuidelijke muur. In 1843 werd de kansel samen met het altaar tot één geheel samengevoegd. Ten slotte werd de kansel in 1973 weer van deze plaats verwijderd en zoveel als mogelijk in de oude staat hersteld en bij de noordelijke muur geplaatst. Drie van de vier reliëfvelden van de kuip zijn nog origineel, alle andere velden zijn reconstructies uit de 20e eeuw. De reliëfs stellen de Annunciatie, de aanbidding van Christus, de Kruisiging en de Opstanding en de belangrijkste scènes uit het Nieuwe Testament voor.
Het gestoelte dat aan weerszijden van het altaar staat opgesteld stamt uit 1625 uit het atelier van Baxmann en vormt een goed voorbeeld van zijn detailrijke stijl. Het werd herhaaldelijk verbouwd en is niet meer volledig in de originele staat. Het linker deel toont in de nissen figuren van apostelen, het rechter deel figuren uit het Oude Testament.

#### Altaar
Valentin Preuß vervaardigde in 1688 het barokke altaar, dat in de predella een schilderij van het Laatste Avondmaal uit het jaar 1843 bevat. Tussen de twee gedraaide zuilen is een schilderij van de Kruisiging aangebracht. Beelden van de evangelisten Mattheus en Marcus flankeren het centrale deel. De altaarkast met de decoratieve versiering van houtgesneden engelen en akanthusornamenten dateren uit 1843. Boven het centrale deel bevindt zich het wapen van de schenker en een olieverfschilderij van Jezus in de hof van Getsemane.

#### Doopvont
Het doopvont van Preuß uit 1688 is niet meer aanwezig. Sinds 1967 bezit de kerk een doopvont uit het atelier van de beeldhouwer Klaus-Jürgen Luckey. De messing doopschaal werd in 1470 in Neurenberg gemaakt en verdween tijdens de Dertigjarige Oorlog naar Denemarken, maar keerde later naar de kerk terug.

#### Overig
Aan de rechter zijde van het altaar bevindt zich een kleine sacristie die in 1769 als biechtstoel gebouwd werd en ook nog lang zo gebruikt werd.
De zestien panelen op de galerij zijn geschilderd door Martin Conrad uit 1720 en tonen Bijbelse hoogtepunten. In 1846 werden de schilderijen aanmerkelijk bewerkt.
Opvallend zijn ook drie grote messing kroonluchters, waarvan de oudsten dateren uit de jaren 1653 en 1664. De jongste kroonluchter is een replica uit de 20e eeuw.

## Orgel
Het huidige instrument is het derde orgel van de kerk. Het eerste orgel werd in 1684 door Joachim Richborn gebouwd. Het werd in de jaren 1853-1856 vervangen door het tweede orgel van Johann Balthasar Götzel. Dit orgel werd ernstig aangetast door houtworm en in 1962 stelde men vast dat het niet meer te repareren was. In 1966 bouwde het orgelbouwbedrijf Alfred Führer een nieuw orgel met twee manualen en pedaal. Bij deze gelegenheid werd ook de orgelkas uit 1684 met houtsnijwerk van Jürgen Riege, door Klaus Luckey gerestaureerd.

## Afbeeldingen

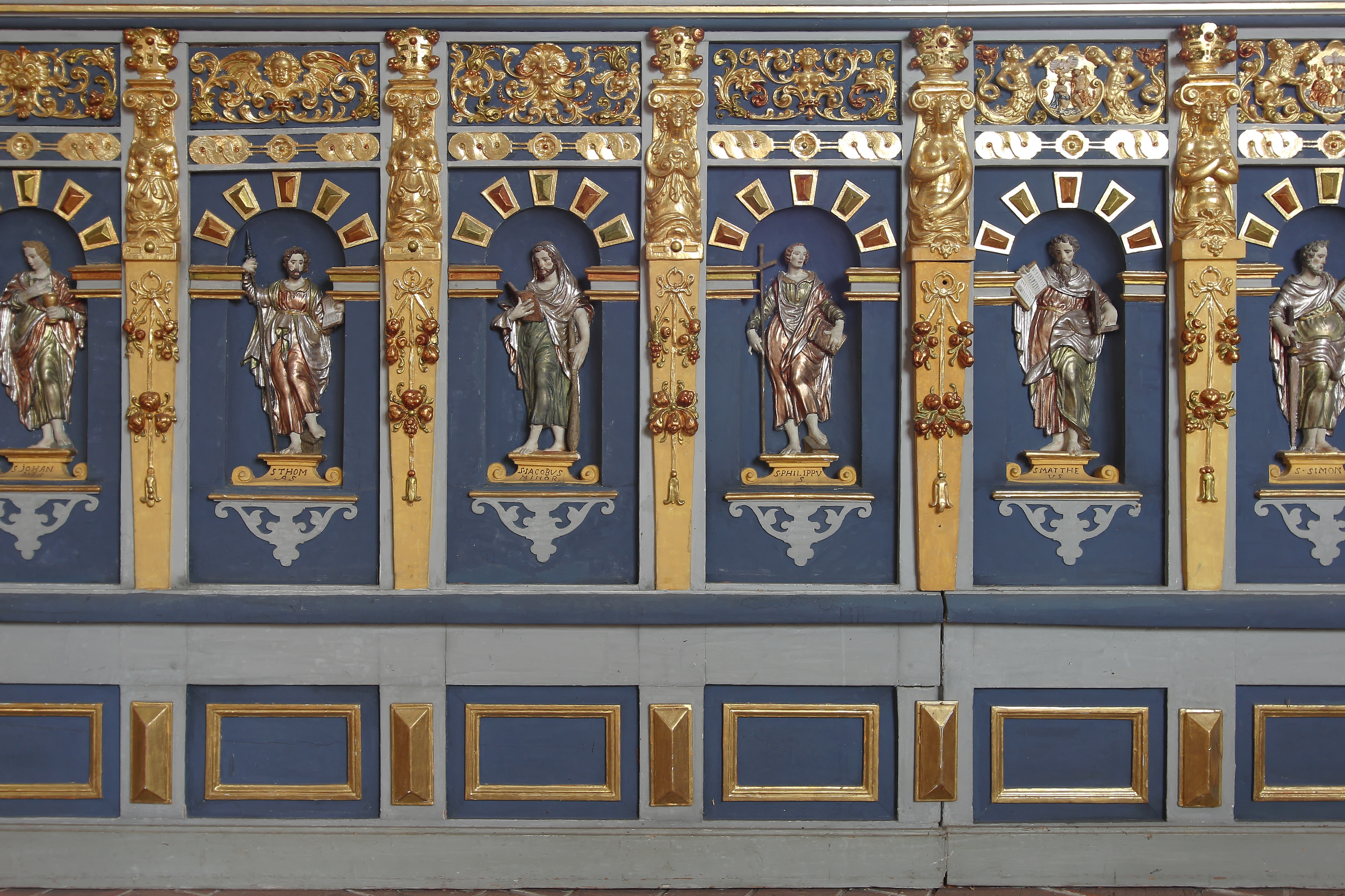
Detail kerkmeesterbank
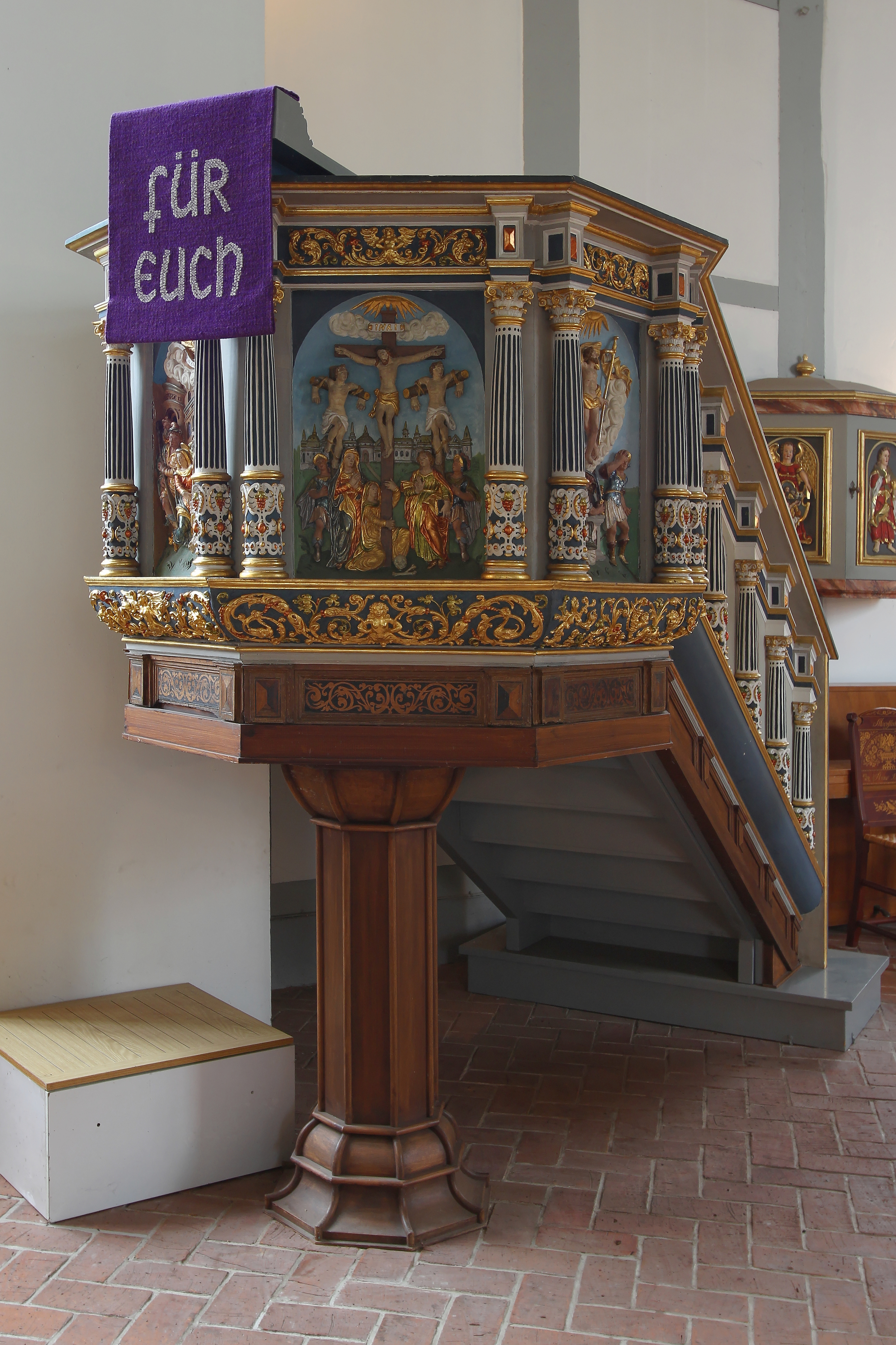
Kansel
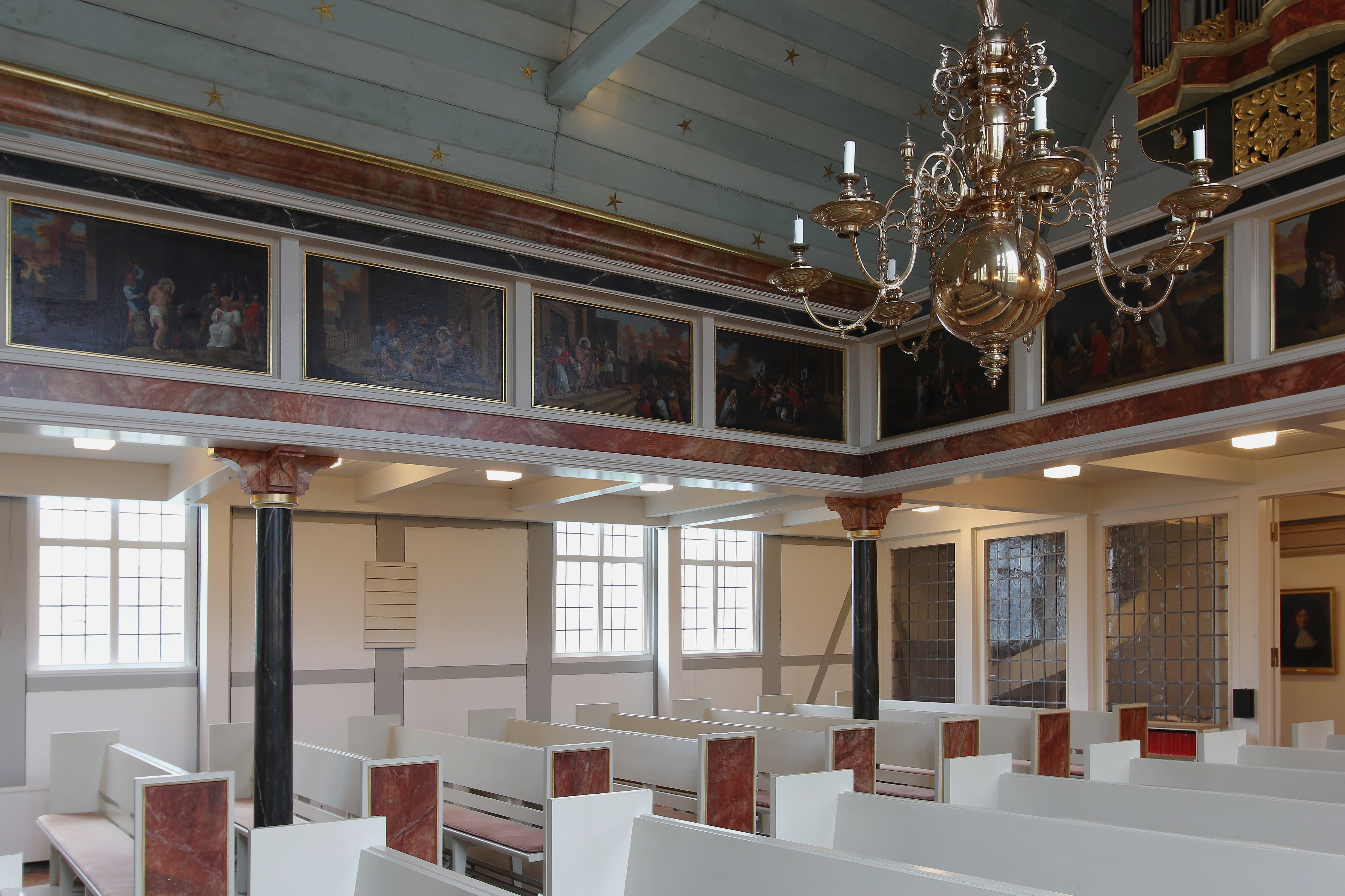
Galerij
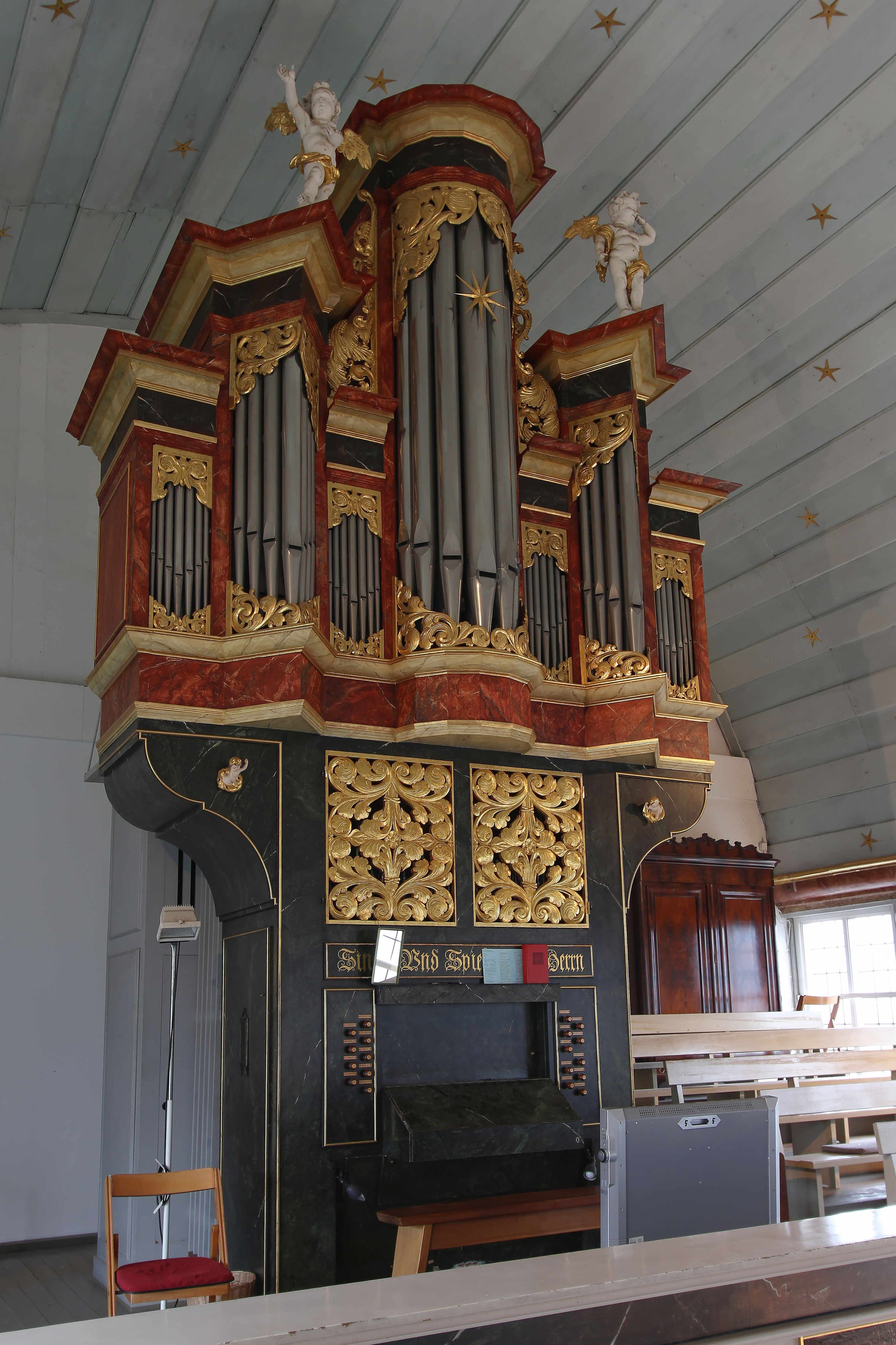
Orgel
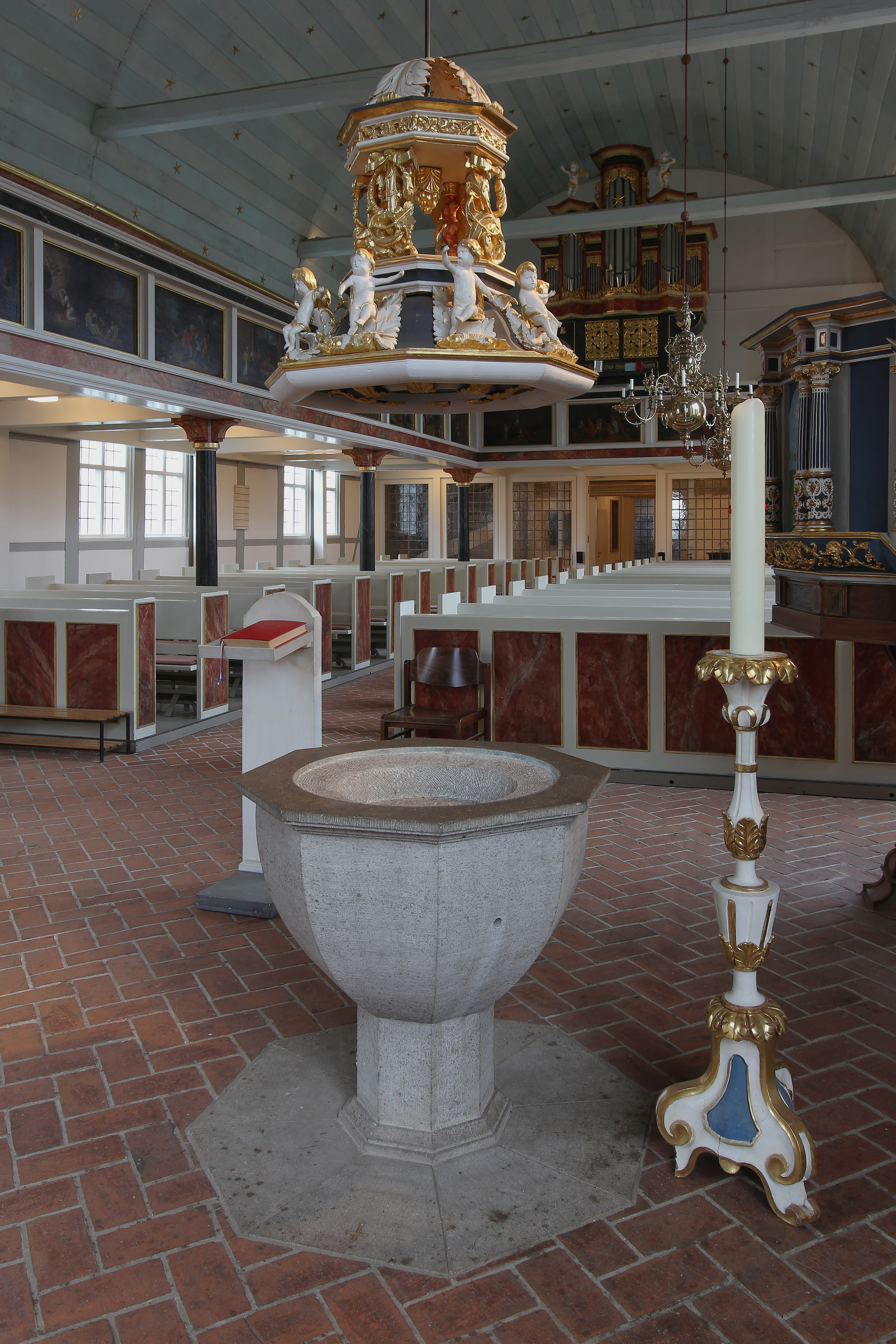
Doopvont
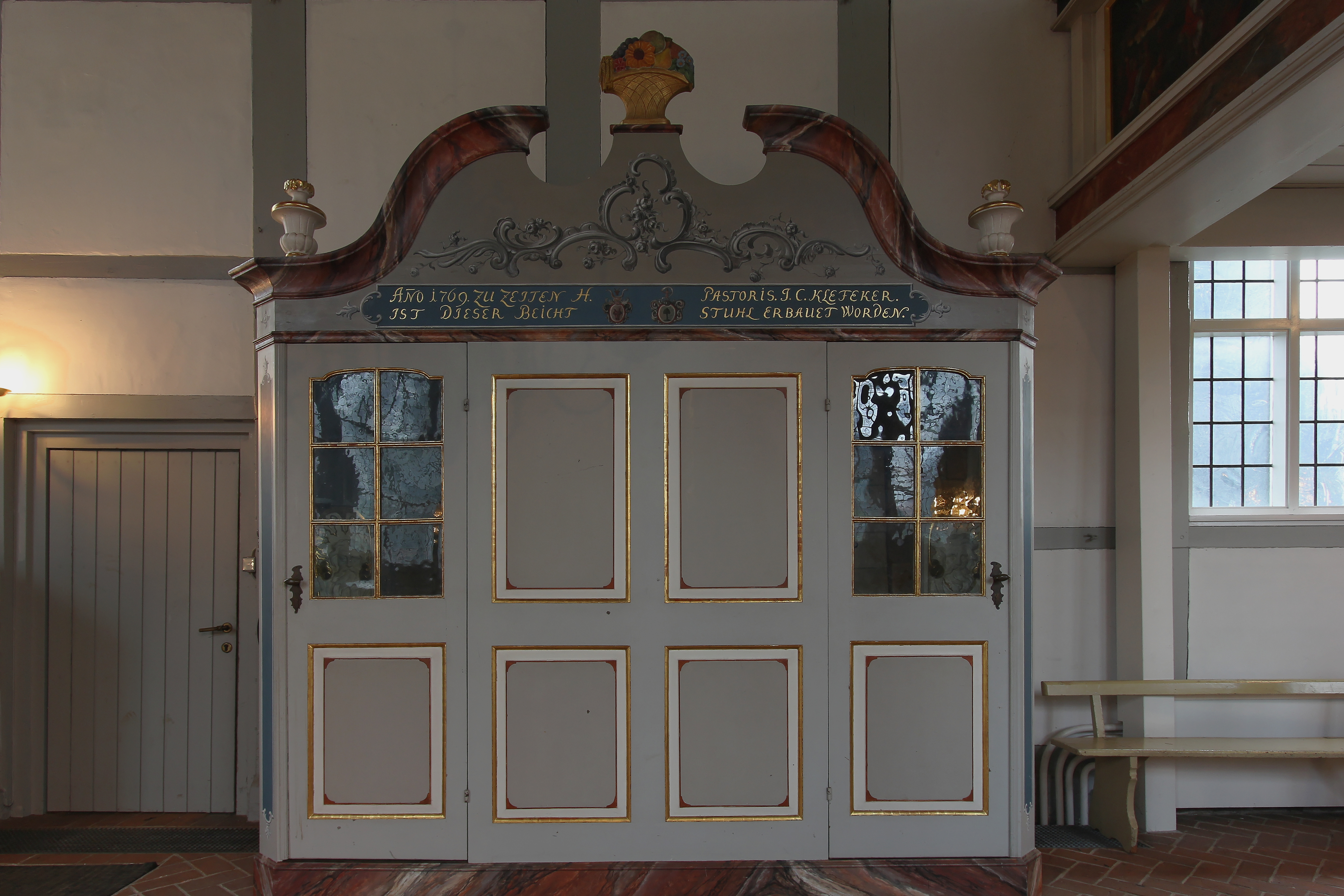
Biechtstoel (tegenwoordig in gebruik als sacristie)